# Esterházy Alajos (alezredes)
Gróf galántai Esterházy Alajos-Fidelis (Bécs, 1780. február 19. – Bécs, 1868. augusztus 8.) alezredes, kamarás és mecénás, Esterházy Johanna magyar hárfás férje.

## Élete
Apja gróf Esterházy Nepomuk János (1754-1840) Veszprém vármegyei főispán, anyja Bánffy Ágnes (1756-1831) volt. A feljegyzések szerint reggel hét órakor született.
Tanulmányait Kolozsvárott kezdte és 1797-ben a bécsújhelyi katonai akadémián fejezte be. Ugyanezen év augusztusában zászlótartó lett Alvinczy József ezredében. Szeptemberben csatlakozott ezredéhez, majd részt vett a piemonti Cuneo várának ostromában. A rohamhoz önként ajánlkozott, melynek során vállon lőtték és fogságba esett. A várban gyógyult fel és annak feladása után szabadult ki. Fogsága alatt sokat éhezett.
1799-ben hadnagy lett a Nádasdy-gyalogságnál. Később Merfeld dzsidásezredéhez vezényelték. 1805-ben az erdélyi inszurrekciós seregnél alezredes, 1812-ben pedig a Stipschitz huszárezredben őrnagy lett. 1816-ban kamarássá nevezték ki. A Savoi-dragonyosezred tagjaként végigszolgálta a francia hadjáratot szintén alezredesi beosztásban.
1818-ban hagyta el a katonai pályát rangja megtartásával, és május 20-án megnősült. Felesége Batthyány lány volt. Felesége nővére, Batthyány Jozefa (1793–1831) a bátyjának, Esterházy Ferencnek (1778–1855) volt az első felesége. A testvérek testvérpárt vettek feleségül és egyik párnak sem fogant gyermeke.
Felesége kiváló hárfás és nagy mecénás volt, kapcsolatban volt Chopinnal, támogatta Elias Parish Alvarst, John Thomast, Johann Dubezt és Dunkl Nepomuk Jánost. Ő maga is gyakran adakozott. Bár Bécsben éltek, de közös vagyonukat magyarországi alapítványra hagyták, ami évtizedeken át adott támogatást az elesetteknek.̟ Az alap vagyona 1886-ban 278 650 Ft volt, a lelencházi alapé ugyanekkor csak 219 100 Ft.
Bécsben, Hietzingben a maga és felesége részére épített sírboltban temették el.